# The Nice
The Nice var en brittisk psykedelisk progressiv rockgrupp som bildades 1967. De var en framgångsrik musikgrupp framförallt i sitt hemland under sin aktiva tid, men i dagsläget är de betydligt mer uppskattade och uppmärksammade. Gruppens bearbetning av Leonard Bernsteins "America" var den låt som gruppen blev mest uppmärksammad för under sin aktiva tid. Även låtarna "Happy Freuds" och "Little Arabella" nådde viss framgång med sina för sin tid mycket provokativa texter. 
The Nice bestod ursprungligen av Lee Jackson (sång, basgitarr), Keith Emerson (keyboards, piano), David O'List (gitarr), och Brian Davison (trummor).
O'List lämnade bandet efter första albumet, The Thoughts of Emerlist Davjack (1968). Uppföljaren, Ars Longa Vita Brevis (1968), anses vara bandets bästa album.
The Nice släppte ytterligare två plattor innan Keith Emerson lämnade bandet 1970 för att bilda trion Emerson, Lake & Palmer. Jackson och Davison kunde senare återses i bandet Refugee med Patrick Moraz från bland annat Yes. I början av 2000-talet återförenades the Nice och turnerade bland annat i Storbritannien. Brian Davison avled i april 2008.

## Medlemmar
- Keith Emerson (f. 2 november 1944 i Todmorden, Yorkshire – d. 11 mars 2016) – orgel, piano, sång (1967–1970, 2002)
- Keith "Lee" Jackson (f. 8 januari 1943, Newcastle upon Tyne) – basgitarr, gitarr, sång (1967–1970, 2002)
- David "Davy" O'List (f. 13 december 1948, Chiswick, London) – gitarr, sång (1967–1968)
- Ian Hague – trummor, percussion (1967)
- Brian "Blinky" Davison (f. 25 maj 1942, Leicester, Leicestershire – d. 15 april 2008) – trummor, percussion (1967–1970, 2002)

## Diskografi
Studioalbum
- The Thoughts of Emerlist Davjack (1968)
- Ars Longa Vita Brevis (1968)
- The Nice (1969) (även känd som Everything As Nice As Mother Makes It)
- Five Bridges (1970) (delvis inspelad live)

Livealbum
- America - The BBC Sessions (1996)
- BBC Sessions (2002)
- The Swedish Radio Sessions (2001) (inspelad av Sveriges Radio 1967)
- Vivacitas - Live in Glasgow (2003)
- Live At The Fillmore East December 1969 (2009)

Samlingsalbum (urval)
- The Best of The Nice (1971)
- Elegy (1971) (även känd som The Nice Featuring America)
- Keith Emerson with The Nice (1972)
- Autumn '67 - Spring '68 (1972)
- In Memoriam (1973)